# Ensamma Hjärtan
Ensamma Hjärtan var ett rockband bildat av Pekka Lunde (Pekkanini) och Gunnar Danielsson i Göteborg. Danielsson och Lunde bildade bandet efter att det tidigare bandet Risken Finns upplösts. Ensamma Hjärtan upphörde kring 1982 varefter Danielsson och Lunde fortsatte spela i Danielsson & Pekkanini.
Risken Finns (Gunnar Danielsson och Lars Fernebring) bildade tillsammans med gruppen Karlssons Kloster (Pekka Lunde, Helena Raija Kuurtilla, Yvonne Schaloske & Kjell Bengtsson) bandet Ensamma Hjärtans Angsambäl som senare blev bara Ensamma Hjärtan. Ensamma Hjärtan spelade rock med inslag av blues och New wave-musik och hade delvis politiska texter. De var populära som liveband och de drog fulla hus i både Sverige, Danmark och Norge, där de var väldigt populära.  Bland deras låtar märks "Hal som en ål", "Bullshit Blues", "Djävla skit", "Hon är fin" och "Alternativ blues". Satiren och humorn som bubblade i Risken Finns var fortfarande kvar men i mindre mängder. 
Gunnar Danielsson gjorde sedan en del soloskivor i kategorin pop innehållandes hits som till exempel ”Ishockey & fotboll” och ”Glida in & glida ut”.
Pekkanini (Pekka Lunde) släppte på 1980-talet två soloalbum: Pekkanini och Spotlight. Han har sedan tidigt 80-tal varit sysselsatt i huvudsak med att skriva musik för teaterscenen. Dramaten, Stockholms Stadsteater, Angereds Teater och Malmö Stadsteater är några av de institutioner han varit verksam vid. Han har även arbetat med ett antal fria grupper och projekt runt om i landet. De senaste åren har Pekkanini specialiserat sig på instrumentet theremin. Han har givit ut två soloplattor med instrumentalmusik där theremin är soloinstrument: "Theremin Magic" (2010) och "Theremins in the Jukebox" (2011). Han gästspelar på olika scener med sin show "Theremin & Jag" där han spelar musik på thereminen från 1920-tal och framåt, blandat med sina egna låtar och berättar om uppfinnaren Léon Theremins dramatiska liv.

## Medlemmar
- Gunnar Danielsson – sång
- Jan Johanson – trummor
- Kent Edmark – basgitarr
- Magnus Hartelius – gitarr
- Pekkanini (Pekka Lunde) – sång, gitarr, keyboard
- Staffan Dahl – keyboard
- Tommy "Natta" Johannesson – gitarr, sång
- Kalle Åhrman - basgitarr

## Diskografi
Studioalbum
- 1978 – Ensamma hjärtan (LP, MNW 83P)
- 1979 – En massa hjärtan (LP, Nacksving 031-24)
- 1981 – Nam Nam (LP, Nacksving 031-37)

Livealbum
- 1981 – Brain Training in Oslo (LP, Nacksving 031-41)

Singlar
- 1979 – "Hon är fin" / "Djävla skit" (Nacksving 45-05)

Samlingsalbum
- 2008 – Den försvunna skatten 1977–1981 (LP, MNW)

Samlingsalbum (div. artister)
- 1977 – Fristil (Nacksving 031-09) (Ensamma Hjärtan med låten "Hal som en ål")